# Liste des cavités naturelles les plus profondes du Lot
La liste des cavités naturelles les plus profondes du Lot recense, sous forme de tableau(x), les cavités souterraines naturelles connues dans ce département français, dont le dénivelé est supérieur ou égal à cent mètres.
La communauté spéléologique considère qu'une cavité souterraine naturelle n'existe vraiment qu'à partir du moment où elle est « inventée » c'est-à-dire découverte (ou redécouverte), inventoriée, topographiée et publiée. Bien sûr, la réalité physique d'une cavité naturelle est la plupart du temps bien antérieure à sa découverte par l'homme ; cependant tant qu'elle n'est pas explorée, mesurée et révélée, la cavité naturelle n'appartient pas au domaine de la connaissance partagée.
La liste spéléométrique des 32 plus profondes cavités naturelles du Lot (≥ cent mètres) est actualisée à fin décembre 2022.
La plus profonde cavité souterraine naturelle répertoriée dans le département du Lot est  « le système de Padirac », sur les communes de  Padirac, Montvalent et Miers (cf. ligne 1 du tableau ci-dessous).
| \| Histogramme de la répartition des plus profondes cavités naturelles du Lot par classe de dénivelé -- Les 32 cavités citées fin 2019 sont réparties en 4 classes de dénivelé -- \| \| \| \| \| \| \| \| \| \| \| \| \| \| \| classe I >= 500 m 0 cavité[s] \| classe II >= 200 m et < 500 m 3 cavités \| classe III >= 150 m et < 200 m 5 cavités \| classe IV >= 100 m et < 150 m 24 cavités \| \| |                               |                                         |                                          |                                          |  |
| Le graphique qui aurait dû être présenté ici ne peut pas être affiché car il utilise l'ancienne extension Graph, désactivée pour des questions de sécurité. Des indications pour créer un nouveau graphique avec la nouvelle extension Chart sont disponibles ici . |                               |                                         |                                          |                                          |  |
| Histogramme de la répartition des plus profondes cavités naturelles du Lot par classe de dénivelé -- Les 32 cavités citées fin 2019 sont réparties en 4 classes de dénivelé -- |                               |                                         |                                          |                                          |  |
| |                               |                                         |                                          |                                          |  |
| | classe I >= 500 m 0 cavité[s] | classe II >= 200 m et < 500 m 3 cavités | classe III >= 150 m et < 200 m 5 cavités | classe IV >= 100 m et < 150 m 24 cavités |  |

## Cavités du Lot (France) dont la dénivellation est supérieure ou égale à500m
Aucune cavité est recensée dans cette « classe I » au 31-12-2019.

## Cavités du Lot (France) dont la dénivellation est comprise entre200 mètreset499 mètres
3 cavités sont recensées dans cette « classe II » au 31-12-2022.
| Réf. | Cavité (autres noms) | Commune                      | Massif ou zone   | Coordonnées (WGS 84)        | Dénivelée (mètres) | Développe. (mètres) | Sources ou références                                                                    | Mise à jour |
| ---- | -------------------- | ---------------------------- | ---------------- | --------------------------- | ------------------ | ------------------- | ---------------------------------------------------------------------------------------- | ----------- |
| 1    | Gouffre de Padirac   | Padirac, Montvalent et Miers | Causse de Gramat | 44° 51′ 30″ N, 1° 45′ 01″ E | +000315, m         | +59 000, m          | plongeesout.com, Clan des Explorateurs de Cavernes, Heymann Renoult et SSC St Maixentais | 2016-12     |
| 2    | Igue de Planagrèze   | Caniac-du-Causse             | Causse de Gramat | 44° 38′ 08″ N, 1° 39′ 46″ E | +000274, m         | +1 592, m           | Spelunca n°109 & Grottocenter & Spelunca n°114                                           | 2008-00     |
| 3    | Igue de Viazac       | Caniac-du-Causse             | Causse de Gramat | 44° 38′ 53″ N, 1° 40′ 44″ E | +000258, m         | +16 500, m          | Grottocenter                                                                             | 2000-00     |

## Cavités du Lot (France) dont la dénivellation est comprise entre150 mètreset199 mètres
5 cavités sont recensées dans cette « classe III » au 31-12-2022.
| Réf. | Cavité (autres noms)          | Commune            | Massif ou zone    | Coordonnées (WGS 84)        | Dénivelée (mètres) | Développe. (mètres) | Sources ou références                   | Mise à jour |
| ---- | ----------------------------- | ------------------ | ----------------- | --------------------------- | ------------------ | ------------------- | --------------------------------------- | ----------- |
| 4    | Résurgence de Saint-Sauveur   | Calés              | Causse de Gramat  | 44° 47′ 25″ N, 1° 34′ 08″ E | +000186, m         | +0550, m            | plongeesout.com & CDS 46                | 2007-10     |
| 5    | Igue de l'Aussure             | Caniac-du-Causse   | Causse de Gramat  | 44° 38′ 16″ N, 1° 40′ 20″ E | +000176, m         | +0389, m            | plongeesout.com                         | 2007-10     |
| 6    | Grotte de Saint-Cirq          | Saint-Cirq-Lapopie | Causse de Limogne | 44° 27′ 43″ N, 1° 39′ 40″ E | +000166, m         | +0000, m            | Spéléométrie de la France               | 2000-00     |
| 7    | Gouffre des Vitarelles        | Gramat             | Causse de Gramat  | 44° 44′ 06″ N, 1° 44′ 55″ E | +000164, m         | +19 384, m          | Grottocenter & Plongeesout.com & CDS 46 | 2023-09     |
| 8    | Gouffre du Saut de la Pucelle | Rocamadour         | Causse de Gramat  | 44° 48′ 03″ N, 1° 40′ 19″ E | +000160, m         | +2 816, m           | Grottocenter                            | 2000-00     |

## Cavités du Lot (France) dont la dénivellation est comprise entre100 mètreset149 mètres
25 cavités sont recensées dans cette « classe IV » au 31-12-2022.
| Réf. | Cavité (autres noms)         | Commune                       | Massif ou zone        | Coordonnées (WGS 84)        | Dénivelée (mètres) | Développe. (mètres) | Sources ou références                    | Mise à jour |
| ---- | ---------------------------- | ----------------------------- | --------------------- | --------------------------- | ------------------ | ------------------- | ---------------------------------------- | ----------- |
| 9    | Fontaine des Chartreux       | Cahors                        | Causse de Limogne     | 44° 26′ 35″ N, 1° 25′ 55″ E | +000138, m         | +0355, m            | plongeesout.com                          | 2000-00     |
| 10   | Igue de Saint-Martin         | Le Bastit                     | Causse de Gramat      | 44° 43′ 56″ N, 1° 38′ 55″ E | +000127, m         | +0280, m            | Stage Lot 2020                           | 2000-00     |
| 11   | Igues de Goudou - Lacarrière | Labastide-Murat et Montfaucon | Causse de Gramat      | 44° 39′ 40″ N, 1° 36′ 26″ E | +000126, m         | +18 285, m          | plongeesout.com & lecrad.free.fr         | 2000-12     |
| 12   | Igue de Pech Long            | Montbrun                      | Causse de Saint-Chels | 44° 31′ 14″ N, 1° 53′ 41″ E | +000125, m         | +1 650, m           | Spéléo N°59 et CDS46                     | 2011-00     |
| 13   | Émergence de l'Iffernet      | Esclauzels                    | Causse de Limogne     | 44° 27′ 47″ N, 1° 35′ 50″ E | +000125, m         | +1 110, m           | Spéléométrie de la France                | 2000-00     |
| 14   | Système Cabouy - Pouymessens | Rocamadour                    | Causse de Gramat      | 44° 48′ 05″ N, 1° 34′ 55″ E | +000125, m         | +6 236, m           | Grottocenter & Plongeesout.com           | 2023-09     |
| 15   | Igue de Magic Boy            | Miers                         | Causse de Gramat      | 44° 51′ 25″ N, 1° 43′ 16″ E | +000123, m         | +2 788, m           | Spelunca n°113, Grottocenter et CDS46    | 2012-00     |
| 16   | Igue de la Togne             | Tour-de-Faure                 | Causse de Gramat      | 44° 28′ 39″ N, 1° 39′ 50″ E | +000120, m         | +0350, m            | Bulletin du CDS 34 N°12                  | 2001-00     |
| 17   | Igue de Roche Percée         | Caniac-du-Causse              | Causse de Gramat      | 44° 37′ 39″ N, 1° 39′ 39″ E | +000113, m         | +0375, m            | Spéléométrie de la France                | 2000-00     |
| 18   | Igue de l'Anzélio            | Reilhac                       | Causse de Gramat      | 44° 41′ 09″ N, 1° 44′ 09″ E | +000110, m         | +0300, m            | Grottocenter                             | 2000-00     |
| 19   | Gouffre des Besaces          | Gramat                        | Causse de Gramat      | 44° 44′ 21″ N, 1° 44′ 24″ E | +000110, m         | +0150, m            | Spéléométrie de la France                | 2000-00     |
| 20   | Gouffre de Réveillon         | Alvignac                      | Causse de Gramat      | 44° 49′ 31″ N, 1° 39′ 54″ E | +000110, m         | +2 600, m           | Grottocenter                             | 2000-00     |
| 21   | Igue des Adrets              | Le Bastit                     | Causse de Gramat      | 44° 44′ 48″ N, 1° 40′ 57″ E | +000107, m         | +0150, m            | Grottocenter                             | 2000-00     |
| 22   | Émergence du Ressel          | Marcilhac-sur-Célé            | Causse de Gramat      | 44° 33′ 43″ N, 1° 46′ 25″ E | +000106, m         | +5 860, m           | plongeesout.com & Spelunca n°90          | 2017-07     |
| 23   | Perte de la Léoune           | Promilhanes                   | Causse de Limogne     | 44° 21′ 59″ N, 1° 48′ 45″ E | +000105, m         | +5 300, m           | Spelunca n°96                            | 2000-00     |
| 24   | Grotte des Bugadoux          | Reilhac                       | Causse de Gramat      | 44° 41′ 08″ N, 1° 43′ 38″ E | +000105, m         | +0450, m            | Grottocenter                             | 2000-00     |
| 25   | Gouffre de Roque de Corn     | Montvalent                    | Causse de Gramat      | 44° 51′ 47″ N, 1° 39′ 54″ E | +000102, m         | +2 500, m           | Grottocenter                             | 2000-00     |
| 26   | Gouffre de Lamouroux         | Saint-Jean-Lespinasse         | Causse de Gramat      | 44° 50′ 49″ N, 1° 51′ 21″ E | +0 00098, m        | +0000, m            | Grottocenter                             | 2000-00     |
| 27   | Igue de Saint Sol            | Lacave                        | Causse de Gramat      | 44° 50′ 31″ N, 1° 34′ 19″ E | +0 00095, m        | +0700, m            | CDS46 & Grottocenter                     | 2011-00     |
| 28   | Igue de Cantecor             | Alvignac                      | Causse de Gramat      | 44° 50′ 17″ N, 1° 40′ 53″ E | +0 00094, m        | +0000, m            | Spéléométrie de la France                | 2000-00     |
| 29   | Igue de la Crousate          | Gramat                        | Causse de Gramat      | 44° 43′ 18″ N, 1° 43′ 29″ E | +0 00092, m        | +0180, m            | Spéléométrie de la France                | 2000-00     |
| 30   | Émergence de la Dragonnière  | Cabrerets                     | Causse de Gramat      | 44° 30′ 42″ N, 1° 38′ 53″ E | +0 00091, m        | +3 000, m           | Spelunca n°94 & plongeesout.com          | 2004-00     |
| 31   | Igue de Picastelle           | Caniac-du-Causse              | Causse de Gramat      | 44° 39′ 20″ N, 1° 41′ 44″ E | +0 00091, m        | +0207, m            | Spéléométrie de la France & Grottocenter | 2000-00     |
| 32   | Igue des Combettes           | Carlucet                      | Causse de Gramat      | 44° 42′ 59″ N, 1° 37′ 41″ E | +0 00090, m        | +0380, m            | Grottocenter                             | 2000-00     |